# رودلف بيترسن
رودلف بيترسن (بالألمانية: Rudolf Petersen)‏ هو عسكري ألماني، ولد في 15 يونيو 1905 في Sønderborg ‏ في الدنمارك، وتوفي في 2 يناير 1983 في فلنسبورغ في ألمانيا.